# Volkseigenes Gut

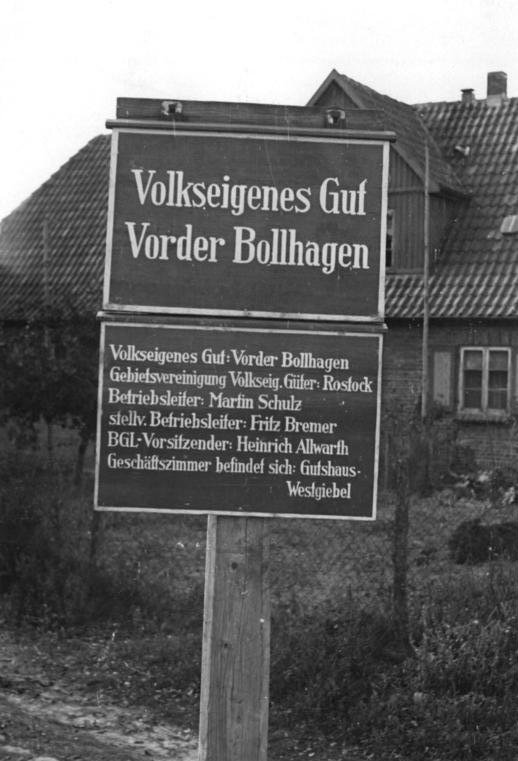
Enseigne du Volkseigenes Gut de Vorder Bollhagen vers 1949.

Volkseigenes Gut (VEG) est une exploitation agricole de type étatique dans la République démocratique allemande.
Les exploitations agricoles de la RDA comportaient des coopératives de production (Landwirtschaftliche Produktionsgenossenschaft), analogues aux kolkhozes soviétiques et des fermes d’État (Volkseigenes Gut), analogues aux sovkhozes. L'ensemble représentait près de 90% des agriculteurs et des surfaces tout comme de la production. Chaque exploitation était spécialisée sur un type d'élevage ou de culture.
À partir de 1990, dès la chute du mur de Berlin et avant même la réunification complète de l'Allemagne, ces structures sont démantelées et privatisées. Les terres sont atttribuées à des agriculteurs individuels qui mettent en œuvre la polyculture.